# Кузькин, Дмитрий Алексеевич
Дми́трий Алексе́евич Ку́зькин (род. 2 июня 2000, Санкт-Петербург, Россия) — российский футболист, защитник.

## Карьера
Воспитанник петербургского футбола. Начал заниматься футболом в футбольной школе «Коломяги». Входил в состав сборных МРО «Северо-Запад» 1999 и 2000 годов рождения в первенствах среди сборных МРО. С декабря 2018 до лета 2019 года выступал за петербургский любительский клуб «Алгоритм».
Летом 2019 года перешёл в тульский «Арсенал». Выступал за молодёжный состав клуба, отыграв 20 матчей. Летом 2020 года присоединился к петербургскому клубу «Звезда». Дебютировал за команду 15 августа 2020 в поединке против «Смоленска», отыграв полностью свой матч.
Летом 2021 года перешёл в «Ван» из города Чаренцаван, выступающий в Премьер-лиге Армении. За команду дебютировал 2 августа 2021 года, выйдя на замену в конце матча против клуба «Севан». Уже 8 августа впервые вышел в стартовом составе против «Арарата», отыграв основное время матча.
С 2022 года выступает за медиафутбольный клуб «Амкал».